# Église Saint-Christophe de Lanches-Saint-Hilaire
L'église Saint-Christophe de Lanches est une église paroissiale située dans le village de Lanches sur le territoire de la commune de Lanches-Saint-Hilaire, à l'ouest du département de la Somme au nord-est d'Abbeville.

## Historique
L'église Saint-Christophe de Lanches a été construite au XVIIIe siècle.

## Caractéristiques
L'église de petite taille fut construite en pierre au XVIIIe siècle, le chœur plus élevé que la nef. La nef de deux travées est prolongée par un clocher-porche quadrangulaire surmonté d'un toit en flèche recouvert d'ardoises.
Sur le mur sud du clocher, entre le premier et le deuxième niveau, une pierre sculptée représente à l'envers les armes de Charles III de Créquy.
L'église conserve plusieurs statues classées monuments historiques au titre d'objet :
- une statuette de sainte Catherine d'Alexandrie, en bois peint du XVe siècle ;
- trois statues de poutre de gloire : Christ en croix, Vierge et saint Jean, en bois peint (XVIe siècle) ;
- une statue représentant saint Jacques le Majeur assis, en bois polychrome (XVIe siècle) ;
- une statue représentant saint Nicolas de Bari, en bois peint (XVIe siècle) ;
- un groupe sculpté représentant saint Christophe portant l'Enfant Jésus accompagné d'un personnage, en bois doré et peint, daté de 1567 ;
- des fonts baptismaux octogonaux en pierre peinte du XVIIe siècle ;
- une chaire à prêcher en bois, du premier quart du XVIIIe siècle ;
- un maître-autel de style rocaille, en bois peint en faux marbre et doré (XVIIIe siècle)

Un vitrail du XVIIIe siècle représente la crucifixion.